# Зејн Вадел
Зејн Вадел (енгл. Zane Waddell; Блумфонтејн, 18. март 1998) јужноафрички је пливач чија ужа специјалност су трке леђним стилом. 

## Спортска каријера
Вадел је са интензивнијим пливачким тренинзима и наступима почео након уписивања студија на Универзитету Алабаме у Таскалуси 2016, када је почео да наступа за универзитетску пливачку екипу. 
Прво велико међународно такмичење на коме је учествовао је било Светско првенство у Будимпешти 2017, где се такмичио у четири дисциплине али без неког запаженијег резултата. Месец дана касније је био део јужноафричке репрезентације на Универзијади у Тајпеју.
Прву значајнију медаљу у каријери, и то златну, освојио је на Универзијади у Напуљу 2019. у трци на 50 леђно, док је на истом такмичењу трку на 100 леђно завршио на четвртом месту.  
Свој други наступ на светским првенствима је имао у корејском Квангџуу 2019. где је наступио само у трци на 50 леђно. Ведел је у финалу испливао време од 24,43 секунде што му је било довољно за прво место и титулу светског првака.